# جورجي فانجيلوف
جورجي فانجيلوف (مواليد 29 يوليو 1993) هو مصارع بلغاري.

## روابط خارجية
- جورجي فانجيلوف على موقع قاعدة بيانات المصارعة الدولية (الإنجليزية)
- جورجي فانجيلوف على موقع اللجنة الأولمبية الدولية (الإنجليزية)
- جورجي فانجيلوف على موقع أوليمبيديا (الإنجليزية)